# 4797 Ako
4797 Ako (1989 SJ) là một tiểu hành tinh vành đai chính được phát hiện ngày 30 tháng 9 năm 1989 bởi T. Nomura và K. Kawanishi ở Minami-Oda.